# Fiore di metallo
Fiore di metallo è il secondo album del gruppo musicale italiano I Califfi, pubblicato dall'etichetta discografica Fonit Cetra nel 1973.

## Il disco
L'album è prodotto da Mauro Nava, mentre gli arrangiamenti sono curati dallo stesso gruppo. I brani sono interamente composti da Franco Boldrini, con la partecipazione di Sodini in Varius.

## Tracce

### Lato A
1. Nel mio passato (F. Boldrini)
2. Fiore finto, fiore di metallo (F. Boldrini)
3. Alleluia gente... (F. Boldrini)
4. Varius (Boldrini/Soldini)

### Lato B
1. Felicità, sorriso e pianto (F. Boldrini)
2. A piedi scalzi (F. Boldrini)
3. Madre, domani... (F. Boldrini)
4. Col vento nei capelli (F. Boldrini)
5. Campane (F. Boldrini)